# Strandfogde
Strandfogde (danska: strandfoged) är ett danskt ämbete, som ligger under Polisen i Danmark.
Strandfogdar anställs av respektive polisdistrikt, där så anses behövligt. Strandfogdar finns längs Jyllands kust från Esbjerg på södra delen av västkusten till Fredrikshamn på östkusten. Strandfogdens arbete utförs på deltid med begränsad ekonomisk kompensation och omfattar inspektioner av en bestämd kuststräcka beträffande strandningar och vrakgods samt rapportering till den lokala polisen.
När strandfogdeverksamheten startade på 1800-talet kunde det vara mycket vrakgods på stränderna, vilket ofta lokalbefolkningen betraktade som fritt byte. Der finns idag 125 strandfogdar, som har ansvar över en omkring 300 kilometer kust från Skallingen utanför Esbjerg i söder, förbi Skagens Odde till Fredrikshamn. Varje strandfogdes strandlinje kan variera från ett par kilometer till 12–15 kilometer. Strandfogdarna är organiserade i "Foreningen af strandfogeder langs den jyske vestkyst".

## Historik
Strandfogdeämbetet baseras på 1895 års strandingslov. Denna lag reglerar strandfogdens verksamhet och hur vrakgods ska behandlas och bärgningar ske. Enligt lagen skulle en strandfogde ursprungligen inspektera stranden tre gånger om dagen. Lagen reviderades senast 1969. Idag är kravet fyra–fem gånger per vecka. Rapport ska lämnas årligen över arbetet, om inget särskilt inträffat.